# Rumen Radev
Rumen Georgiev Radev (Bulgaars: Румен Георгиев Радев) (Dimitrovgrad, 18 juni 1963) is een Bulgaarse voormalige generaal-majoor en sinds januari 2017 de president van Bulgarije.

## Biografie
Radev werd in 1963 geboren in de Bulgaarse stad Dimitrovgrad (Oblast Chaskovo). Zijn familie is afkomstig uit Slavjanovo, een dorp met ongeveer 600 inwoners in de buurt van de steden Charmanli en Chaskovo, niet ver van de Turkse grens. In 1982 studeerde Radev met een gouden medaille af aan de School voor de Wiskunde in Chaskovo. Tussen 1982 en 1987 studeerde hij aan de Bulgaarse Universiteit voor de Luchtvaart, waar hij met een onderscheiding afstudeerde. Vervolgens was Radev tot 1992 aangesloten aan de Maxwell Squadron Officer School in de Verenigde Staten. Hij is een doctor in de Militaire Wetenschappen. Hij maakte carrière bij de luchtmacht, waarvan hij uiteindelijk de bevelhebber werd.
In november 2016 werd Radev als onafhankelijke kandidaat, met steun van de socialistische partij,  verkozen tot president van Bulgarije. Hij versloeg in de tweede verkiezingsronde de kandidaat van de rechtse regeringspartij, parlementsvoorzitter Tsetska Tsatsjeva. Zijn eerste ambtstermijn begon op 22 januari 2017.
Op 21 november 2021 werd hij herkozen voor een tweede termijn. Daarna nam hij meer afstand van de socialisten, en op 1 februari 2022 woonde hij onaangekondigd en voor het eerst de jaarlijkse herdenking bij van de slachtoffers van de communistische massaprocessen in 1945-46.
Radev was van 1996 tot 2014 getrouwd met Ginka Radeva, van wie hij twee kinderen heeft. Hij trouwde later met Desislava Gentsjeva, de ex-vrouw van het BSP-parlementslid Georgi Svilenski. Naast Bulgaars spreekt Radev ook vloeiend Russisch, Duits en Engels. Hij staat sceptisch tegenover de integratie van Noord-Macedonië in de Europese Unie en is tegen hulp uit zijn land aan Oekraïne.